# Мерлен, Филипп-Антуан
Фили́пп-Антуа́н Мерле́н (фр. Philippe-Antoine Merlin; 1754—1838) — юрист и политический деятель, заметный в годы Французской революции.
Также именовался как Мерлен из Дуэ (фр. Merlin de Douai), в отличие от однофамильца в Национальном конвенте, прозванного Мерлен из Тионвиля (Merlin de Thionville).

## Карьера
До Революции состоял адвокатом во фландрском парламенте; был членом Учредительного собрания и Конвента, заседал одно время в Комитете общественного спасения. Подал голос за смерть короля без апелляции к народу и без отсрочки, выказал неумолимую строгость по отношению к жирондистам, а также вандейцам, и принимал деятельное участие в учреждении Революционного трибунала. Участвовал в разработках законопроектов, в том числе Закона о подозреваемых. Его возражения против Прериальского закона от 10 июня 1794 года снискали ему неприязнь Робеспьера. Поэтому Мерлен одобрил его свержение 9-го термидора (27 июля 1794 г.).
После 9 термидора защищал политику Франции по расширению к «естественным границам» Франции, образованию братских республик и разработал Базельский мирный договор с Пруссией (5 апреля 1795 г.) и в значительной степени Гаагский мирный договор с Нидерландами (16 мая 1795 г.). Он также был членом Комитета пяти, руководившим подавлением восстания роялистов в вандемьере (5 октября 1795 г.). Министр юстиции в 1795 году. 25 октября 1795 года он опубликовал новый уголовный кодекс («Code delits et des peines»), который, по сути, был его творением, а затем новый закон о наследстве. Благодаря этому Мерлин был избран в Совет старейшин и в Национальный институт наук и искусств. Член Директории после 18 фрюктидора. Прокурор кассационного суда в 1801 году.
Он сохранял последнюю должность до 1815 года, когда был изгнан как «цареубийца», исключён из Французской академии ордонансом от 21 марта 1816 года. Поселился в Брюсселе, возвратился во Францию только после Июльской революции.

## Сочинения
Его главные труды:
- «Répertoire universel et raisone de jurisprudence»
- «Recueil alphabétique des questions de droit qui se présentent le plus fréquemment dans les tribunaux»